# Roman Football Club
El Roman Football Club fou un club de futbol de la ciutat de Roma (Itàlia).

## Història
El Foot-Ball Club di Roma fou un dels clubs més antics de la ciutat de Roma. Va ser fundat el 1901 al barri de Parioli. Els colors del club eren el vermell i el groc de la bandera de la ciutat. La denominació Roman Football Club fou adoptada el 1903 coincidint amb l'aparició de la secció de futbol. El 1908 es va inscriure a la F.I.F. amb el nom F.B.C. Roma. Era el club de la classe alta de Roma, i el seu camp de joc, Due Pini, estava situat al barri de Parioli, un dels més rics de la capital.
El 1915 es proclamà campió del campionat del Laci. El 1923 baixà a la segona categoria, de la qual es proclamà campió el 1925, retornant a la primera divisió regional. L'any 1927 es fusionà amb l'Alba Audace i la Fortitudo Roma formant l'AS Roma.

## Cronologia
| Temporada | Competició               | Pos  | J  | G | E | P  | GF | GC | Pt |
| --------- | ------------------------ | ---- | -- | - | - | -- | -- | -- | -- |
| 1907      | Campionato Romano        | 3°   | 2  | 0 | 0 | 2  | 1  | 4  | 0  |
| 1909/10   | Campionato Romano        | 2°   | 6  | 3 | 1 | 2  | 7  | 12 | 7  |
| 1910/11   | Campionato Romano        | 3°   | 2  | 0 | 0 | 2  | 2  | 10 | 0  |
| 1911/12   | Campionato Romano        | 4°   | 10 | 2 | 1 | 7  | 11 | 33 | 5  |
| 1912/13   | I Categoria Lazio        | 4°   | 10 | 5 | 1 | 4  | 26 | 15 | 11 |
| 1913/14   | I Categoria Lazio        | 2°   | 10 | 7 | 1 | 2  | 26 | 9  | 15 |
| 1914/15   | I Categoria Lazio        | 1°   | 10 | 9 | 0 | 1  | 42 | 13 | 18 |
|           | I Categoria Sud Final    | 2°   | 5  | 3 | 0 | 2  | 14 | 7  | 6  |
| 1919/20   | I Categoria Lazio        | 7°   | 12 | 2 | 1 | 9  | 12 | 34 | 5  |
| 1920/21   | I Categoria Lazio        | 8°   | 14 | 1 | 2 | 11 | 13 | 59 | 4  |
| 1921/22   | I Divisione Lazio (CCI)  | 6°   | 17 | 5 | 4 | 8  | 23 | 36 | 14 |
| 1922/23   | I Divisione Lazio        | 6°   | 10 | 2 | 0 | 8  | 7  | 28 | 4  |
| 1923/24   | II Divisione Lazio       | 2°   | 10 | 8 | 0 | 2  | 43 | 9  | 16 |
| 1924/25   | II Divisione Lazio       | 1°   | 8  | ? | ? | ?  | ?  | ?  | ?  |
|           | I Divisione Lazio (qual) | elim | 3  | 1 | 0 | 2  | 4  | 8  | 2  |
| 1925/26   | 1° Divisione Lazio       | 5°   | 10 | 2 | 2 | 6  | 14 | 28 | 6  |
| 1926/27   | 1° Divisione Sud         | 9°   | 18 | 3 | 4 | 11 | 23 | 29 | 10 |

Pos = Posició a la categoria; J= Partits jugats; G = Partits guanyats; E = Partits empatats; P = Partits perduts; GF = Gols a favor; GC = Gols en contra; Pt = Punts